# Du côté d'Orouët
Pour plus de détails, voir Fiche technique et Distribution.
Du côté d'Orouët est un film français réalisé par Jacques Rozier en 1969 (tournage) et sorti en 1971.
Produit par FR3 dans les conditions économiques du téléfilm français à petit budget, le film ressort sur grand écran le 30 octobre 1996. Bernard Ménez y fait ses débuts.

## Synopsis
Le temps des vacances, trois jeunes filles débordant de vitalité, Joëlle, Kareen et Caroline, vont passer le mois de septembre à Saint-Gilles-Croix-de-Vie (côte vendéenne). Chaque jour réserve son lot de joies simples et de fous rires malicieux, de surprises aussi anodines que réjouissantes, de rencontres éphémères mais chargées d'émotions, à l’image de Gilbert (Bernard Ménez), un chef de bureau un peu benêt.

## Fiche technique
- Titre : Du côté d'Orouët
- Réalisation : Jacques Rozier
- Scénario : Jacques Rozier et Alain Raygot
- Assistant réalisateur : Jean-François Stévenin
- Montage : Claude Burel (figure aussi à la distribution)
- Pays d'origine :  France
- Format : couleur - 16 mm
- Genre : comédie dramatique
- Musique : Gong, Daevid Allen, Gilli Smyth
- Durée : 150 minutes
- Années de production : 1969-1970
- Date de sortie : 1971 (Festival de Cannes) ; 27 septembre 1973 (sortie nationale)

## Distribution
Sauf indication contraire, les informations mentionnées dans cette section peuvent être confirmées par la base de données cinématographiques IMDb,  présente dans la section « Liens externes ».
- Bernard Ménez : Gilbert
- Danièle Croisy : Joëlle
- Françoise Guégan : Kareen
- Caroline Cartier : Caroline
- Patrick Verde : Patrick
- Claude Burel : la marchande de crêpes
- Dominique Constanza : une employée de bureau
- Arlette Emmery

## Genèse du film

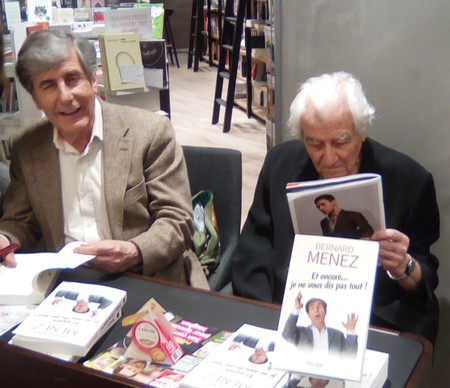
Bernard Ménez et Jacques Rozier en 2017.

Le film est tourné en 1969 au format 16 mm. Devant le refus de la production d'abonder au financement de la réalisation, le tournage est achevé avec des bobines de films achetées à la Fnac.
Il ne sort en salle qu'en 1973. Il est gonflé en 35 mm en 1996.

## Distinctions
Le film a été présenté à la Quinzaine des réalisateurs, en sélection parallèle du festival de Cannes 1971.